# Janina Biała-Szypuła
Janina Biała-Szypuła (ur. 1931 w Sosnowcu, zm. 2001 w Katowicach) – polska artystka plastyczka.

## Życiorys
Urodziła się w 1931 roku w Sosnowcu. Ukończyła Państwowe Liceum Plastyczne w Katowicach (późniejsze Państwowe Liceum Sztuk Plastycznych im. J. Pankiewicza w Katowicach), a następnie Wydział Grafiki Akademii Sztuk Pięknych w Katowicach – wówczas wydział krakowskiej ASP. Dyplom uzyskała w 1957 roku. Jej nauczycielami byli artyści: Aleksander Rak, Leon Dolżycki, Jan Dutkiewicz, Rafał Pomorski i Bogusław Górecki. W 1957 roku poślubiła artystę Ferdynanda Szypułę.
Jeszcze podczas studiów rozpoczęła pracę z młodzieżą. Najpierw w sosnowieckim Domu Kultury „Górnik”, a następnie w katowickim Liceum Sztuk Plastycznych. Pracując z młodzieżą nauczała rysunku zawodowego i historii ubiorów. Następnie uczyła w katowickim Technikum Odzieżowym, a w katowickiej filii Akademii Sztuk Pięknych w Krakowie od 1968 roku wykładała liternictwo.
Była członkinią katowickiego okręgu Związku Polskich Artystów Plastyków. 
Zmarła w 2001 roku w Katowicach i jeszcze w tym samym roku w Muzeum Archidiecezjalnym w Katowicach oraz w Muzeum Śląskim w Katowicach zorganizowano wystawę pośmiertną jej prac. Pochowana została na cmentarzu przy ulicy H. Sienkiewicza.

## Twórczość
Duża część swoich prac, głównie linorytów, poświęconych jest tematyce kobiecej, których styl z biegiem lat ulegał twórczej przemianie. Zmieniały się inspiracje i fascynacje, a także wytworzyła swój własny i rozpoznawalny styl. Kobiety przedstawiała w sposób alegoryczny, nawiązujący do ptaków, wiatru, jezior bądź kwiatów. Kolorystycznie linoryty artystki w dużej mierze zachowują odcienie czarno-białe z kolorowymi detalami.
W 1965 roku jej prace zaczęły być prezentowane na zbiorowych wystawach sztuki, a od 1974 roku indywidualnie. Brała udział w wystawach ogólnopolskich, wystawach sztuki polskiej i za granicą oraz w licznych konkursach, w tym na Ogólnopolskiej Wystawie Grafiki (Warszawa, 1969) oraz w Paryżu (1969) i Wiedniu (1974). Podczas wystaw indywidualnych swoje prace wielokrotnie prezentowała w Katowicach, Bytomiu bądź podczas Dni Kultury Polskiej w Münster.
Jej prace znajdują się w zbiorach Ministerstwa Kultury i Dziedzictwa Narodowego, Muzeum Narodowego w Warszawie, Zachęty, Muzeum w Chorzowie, Muzeum Górnośląskiego w Bytomiu, Muzeum Śląskiego w Katowicach, Muzeum Okręgowym im. Leona Wyczółkowskiego w Bydgoszczy oraz w węgierskim Dornyay Béla Múzeum w Salgótarján.

## Nagrody i odznaczenia
- Nagroda I Stopnia Ministerstwa Kultury i Sztuki[7]